# Aurus Arsenal
A Aurus Arsenal (em russo:  Арсена́л) é uma minivan de luxo da montadora russa Aurus Motors e desenvolvida pela NAMI em Moscou, Rússia.
A Aurus Arsenal faz parte da série Kortezh de veículos de luxo, que inclui a limusine Senat e o SUV Komendant.

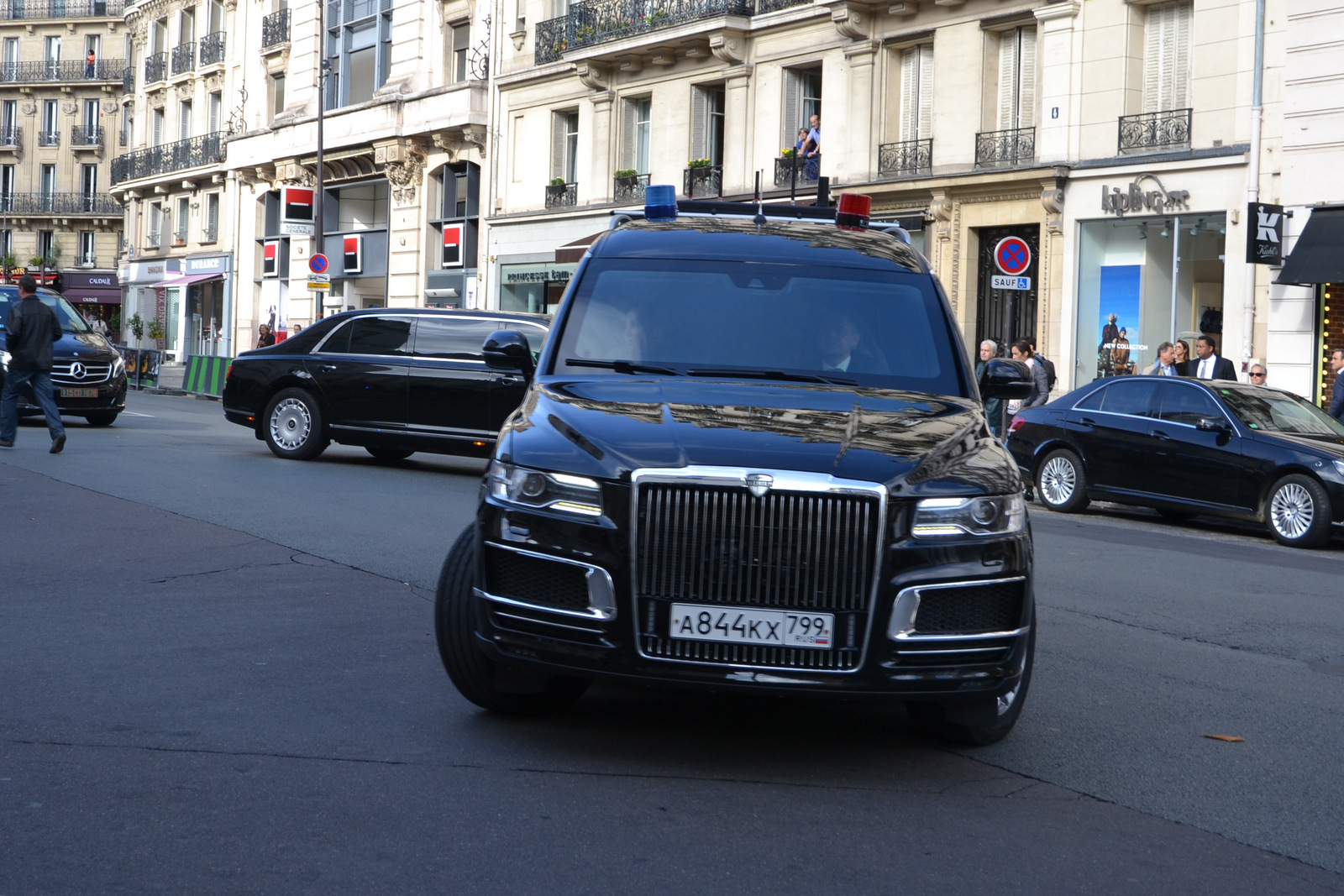
Vista frontal
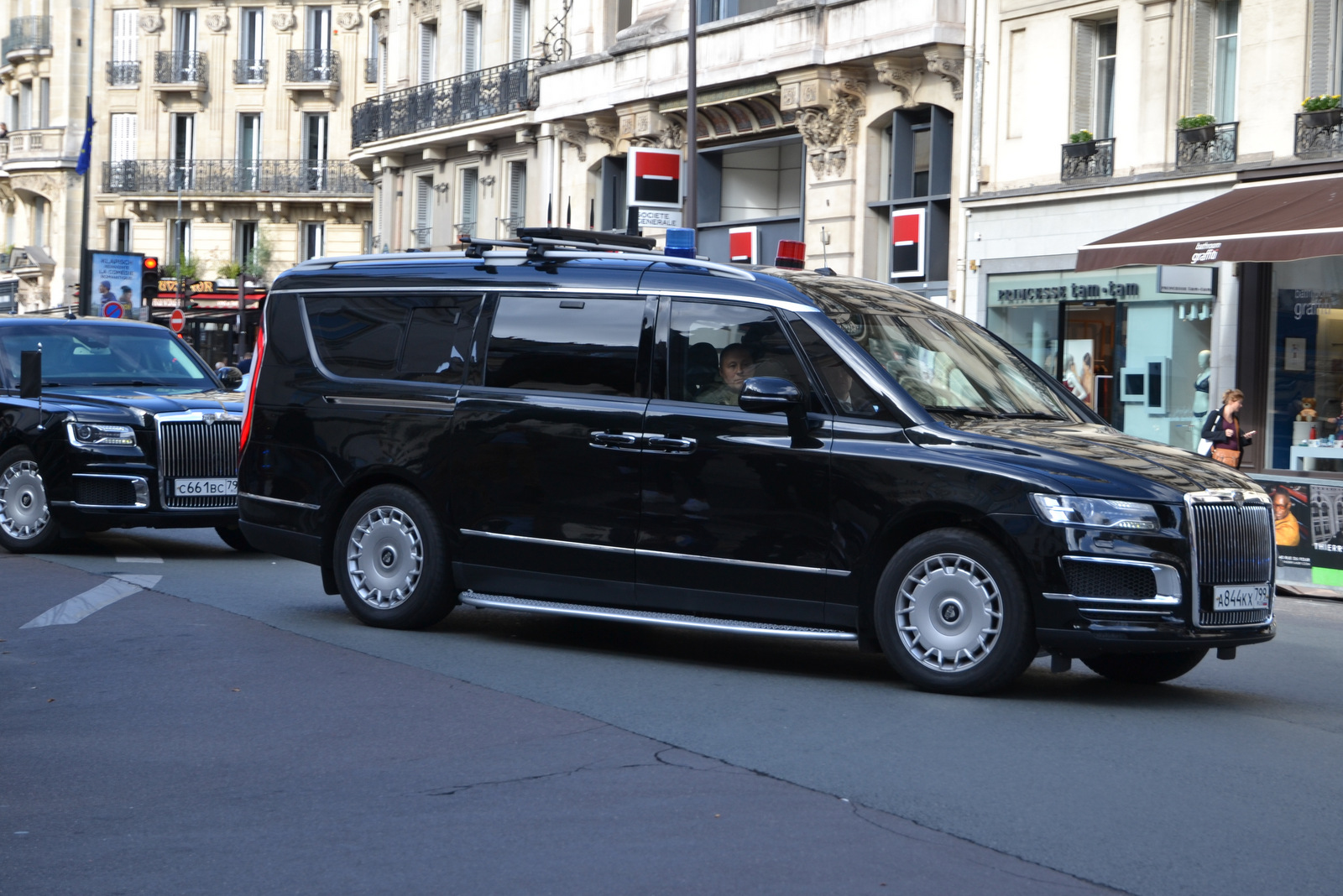
Minivan Aurus Arsenal